# IA-64
IA-64 (pour Intel Architecture 64 bits) est une architecture de processeurs Intel.
Les processeurs Itanium et Itanium 2 qui intègrent cette architecture ont été conçus par Intel en coopération avec différents constructeurs informatiques (exemple : HP, Bull, etc.), pour l'intégration dans leur offre serveurs. Ces processeurs sont aujourd'hui présents presque uniquement dans des serveurs d'applications et des serveurs de base de données d'entreprise de forte capacité et traitant des volumes importants de données ou avec forte demande de calculs.
L'objectif de ces processeurs est de proposer une architecture plus performante que RISC (dont les limites sont atteintes dans des processeurs comme SPARC ou PA-RISC exécutant une instruction à chaque cycle d'horloge), en faisant appel à la technologie EPIC qui permet à plusieurs instructions d'être exécutées à chaque cycle d'horloge comme dans les ordinateurs à processeur superscalaire mais pour un coût matériel inférieur.
La motivation de capacité de calcul et le renouveau dans l'offre serveurs étant le moteur principal des différents constructeurs, reste néanmoins que le coût final et le non portage de certaines applications par les éditeurs de logiciels rendent discrète la percée de ce type de serveurs sur le marché.

## Systèmes d'exploitationcompatibles avec l'IA-64
- Microsoft Windows XP 64-bits (Edition x64 exclue)
- Windows Server 2008 et 2008 R2[1]
- Linux pour les versions du noyau inférieur a 3.19
- FreeBSD
- HP-UX
- OpenVMS